# Municipio de Lallie
El municipio de Lallie (en inglés: Lallie Township) es un municipio ubicado en el condado de Benson en el estado estadounidense de Dakota del Norte. En el año 2010 tenía una población de 453 habitantes y una densidad poblacional de 3,21 personas por km².

## Geografía
El municipio de Lallie se encuentra ubicado en las coordenadas 47°59′54″N 99°8′54″O / 47.99833, -99.14833. Según la Oficina del Censo de los Estados Unidos, el municipio tiene una superficie total de 140.91 km², de la cual 126,83 km² corresponden a tierra firme y (9,99 %) 14,08 km² es agua.

## Demografía
Según el censo de 2010, había 453 personas residiendo en el municipio de Lallie. La densidad de población era de 3,21 hab./km². De los 453 habitantes, el municipio de Lallie estaba compuesto por el 5,3 % blancos, el 92,27 % eran amerindios y el 2,43 % eran de una mezcla de razas. Del total de la población el 0,88 % eran hispanos o latinos de cualquier raza.